# Sigritsa Point
Sigritsa Point är en udde i Antarktis. Den ligger i Sydshetlandsöarna. Argentina, Chile och Storbritannien gör anspråk på området.
Terrängen inåt land är kuperad åt sydost, men åt nordost är den platt. Havet är nära Sigritsa Point åt nordost. Trakten är glest befolkad. Närmaste befolkade plats är Maldonado Station, 19,7 kilometer öster om Sigritsa Point. 